# Дискова херния
Дисковата херния (разговорно и по-общо наричана дископатия) е състояние, засягащо гръбначния стълб, при което се разкъсва външния фиброзен пръстен (anulus fibrosus) на междупрешленните дискове и това позволява на меката централна част (nucleus pulposus) да се деформира и да навлезе в гръбначномозъчния канал, като притиска структурите, които се намират в него.
Дисковата херния може да се получи на всеки диск в гръбначния стълб, но двете най-чести форми са цервикална (шийна) дискова херния и лумбална (в областта на кръста) дискова херния. Последната е най-честа и обикновено причинява болка в кръста и в единия (по-често) или в двата крака.
Лумбалната дискова херния е 15 пъти по-честа от цервикалната и е една от най-честите причини за болка в кръста. Цервикалните дискове се засягат в 8% от случаите, а торакалните (гръдните) само в 1-2%.
Дисковите хернии се получават най-често между 30 и 50-годишна възраст, когато nucleus pulposus е все още желатино-подобна субстанция. С годините консистенцията на nucleus pulposus се променя („изсъхва“) и рискът за образуване на херния е много по-нисък. След 50-годишна възраст по-вероятни причини за болка в кръста или крака са остеоартритна (костно-ставна) дегенерация и спинална стеноза на базата на изявена дискова херния или спондилолистеза (приплъзване на два прешлена един спрямо друг).
Дисковите хернии обикновено са резултат на износване на дисковете, най-вече при тежък физически труд с често вдигане на тежки предмети.
При дисковата херния могат да се притиснат нервните коренчета и да се появят неврологични симптоми, като промени в чувствителността или двигателната дейност.

## Видове
Дискова херния (дисков пролапс, както се използва в Европа) е общ термин, в който се включват три специфични типа дискови лезии, които се класифицират в зависимост от отношението си със задния надлъжен лигамент:
- Протрузия (задържана херния или сублигаментарна херния) – представлява влошаване на дисковия балджинг; част от пулпозното ядро преминава през разкъсания фиброзен пръстен, а задният надлъжен лигамент е със запазена цялост.[2]

- Екструзия (незадържана дискова херния или транслигаментарна дискова херния) – по-тежка прогресия на дегенеративно променения диск; пулпозното ядро е преминало през фиброзния пръстен и задния надлъжен лигамент.[2]

- Секвестрация (свободен фрагмент) – крайната фаза на дисковото хернииране; част от пулпозното ядро е преминало през разкъсаните фиброзен пръстен и заден надлъжен лигамент и се разполага свободно в гръбначно-мозъчния канал, като може да мигрира надолу или нагоре по канала и да компресира различни нервни структури.[2]

## Симптоми
Симптомите варират значително в зависимост от локализацията и размера на дисковата херния. Ако хернизиралият диск не е притиснал нерв, е възможно „дисковата херния“ да се прояви само с болка в гърба или въобще да няма такава.
При притискането на нерв може да има болка, изтръпване или слабост в областта на тялото, инервирана от съответния нерв.
Симптоми на лумбална дискова херния:
- Остра болка в кръста
- Болка излъчваща се към седалището, крака и стъпалото
- Болка усилваща се при кашлица, напъване или смях
- Изтръпване, безчувственост на крака или стъпалото
- Слабост или атрофия (в по-късните етапи) на мускулите на крака
- Мускулни спазми
- Загуба на контрол над уринирането и дефекацията
- Сексуални разстройства

Симптоми на цервикална (шийна) дискова херния:
- Шийна болка
- Дълбока болка близко до или над раменната лопатка от съответната страна
- Болка излъчваща се към рамото, предмишницата, ръката и по-рядко китката, пръстите или гръдния кош
- Болка усилваща се при кашлица, напъване или смях
- Усилване на болката при накланяне или обръщане на главата
- Спазъм на шийните мускули
- Слабост на мускулите на ръката

В напреднал стадий (на миелопатия) се наблюдават и:
- Смущения в походката (пареза)
- Повишен мускулен тонус на долните крайници
- Тазово-резервоарни разстройства
- Намаляване/загуба на сетивността на тялото и долните крайници

## Лечение
Задължителното изискване преди назначаване на конкретно лечение е снимка, направена чрез ядрено-магнитен резонанс. Лечението на дисковата херния е комплексно и строго индивидуално за всеки пациент.
Голяма част от пациентите с дискова херния не се нуждаят от операция. Въпреки това известен процент от тях могат да изпитват силни, инвалидизиращи болки, които съществено да нарушат качеството им на живот. Подходът при лечението на новопоявилата се болка, предизвикана от вероятна дискова херния обикновено е консервативен.

### Контрол на телесното тегло
Наднорменото тегло създава допълнително напрежение върху гръбначните прешлени и междупрешленните дискове. Чрез намаляването на тежестта върху тях се постига по-ефективно цялостно лечение.

### Редуциране на физическата активност
Почивка и намаляване на активността, както и частично обездвижване на засегнатия участък посредством шийна яка или колан в продължение на няколко дни или седмици, заедно с приема на противовъзпалителни лекарства, намалява отока и възпалението в областта на засегнатия участък. Обездвижването обаче води до атрофия и дисбаланс на мускулатурата, затова е удачно веднага след като болката намалее да се премине към леки упражнения, като постепенно се увеличава усилието и повторенията, за да не се обострят симптомите.

### Медикаментозно лечение
Леката до умерена болка при дисковите хернии се контролира с:
- Нестероидни противовъзпалителни средства (НСПВС);
- Миорелаксанти (мускулни релаксанти);
- Кортикостероиди;
- Карипазим – препарат за лечение на дискова херния. Препаратът е особено ефикасен при по-тежки форми на заболяването.

#### Озонотерапия
Озонотерапията няма научно доказан ефект при лечението на дисковите хернии. Тя се състои от 12 мускулни, паравертебрални (в близост до гръбначните прешлени) инжекции с озон. Още след 2 – 3 инжекции болковите симптоми затихват. Озонът провокира оксидация на муко-полизахаридните структури, които съставят пулпозното ядро на диска. По този начин се подобрява метаболизмът в областта около хернията, настъпва дисперсия на водата, която е част от структурата му, и като краен резултат размерите на диска намаляват, той се „прибира“ и настъпва трайна ремисия. Методът дава успешни резултати в 80 - 90 % от случаите. Ефектът не е траен и след 2 - 3 години процедурата трябва да се повтори.

### Балнеолечение
Терапията включва както останалите методи, така и:
- Подводно екстензионно лечение (разтягане) с помощта на тежести, поставени на главата и кръста. Методът е изключително ефикасен, като след около 20 дни при по-леките случаи се наблюдава значително подобрение;
- Тракция – разтягане с помощта на специално разработен уред, предназначен за лечение на дискова херния;
- Мануална терапия – масаж за отпускане на напрегнатите мускули;
- Хирудотерапия (лечение с помощта на пиявици) – ефективен и безопасен метод за премахване на болковите симптоми, когато медикаментите са неефективни или противопоказни;

### Лечебна гимнастика
Наред с традиционните китайски системи тай чи и цигун, индийската йога или модерната каланетика, са популярни и други методи.

#### Система на Кацудзо Ниши
Кацудзо Ниши (1884-1959) е японски професор, обобщил правила за сън:
- Твърдо легло – спането на меко и прекалено удобно легло атрофира мускулите;
- Без пухкави възглавници – възглавницата трябва да осигурява позиция на гръбначния стълб максимално близка до естествената.

Както и вибрационни гимнастически упражнения, при всяко от които се редуват малки напрежения и отпускания:
- Упражнение „Златна рибка“ – в легнало положение се разтягат петите в обратна посока;
- Упражнение за капиляри – в легнало положение се разклащат вдигнатите крайници с малко напрежение в петите и дланите;
- Упражнение за бременни – комплексна гимнастика, подпомагаща укрепването на коремната област, слабините и бедрата;

#### Методът на Маккензи
В САЩ и в Западна Европа е получила популярност лечебната гимнастика на Маккензи. (Авторът е новозеландец, а методиката е разработена през 1960-те). Според него с помощта на определени упражнения е възможно да се увеличи разстоянието между прешлените, така че дисковете да могат да се приберат. Указания как да се прилага тази гимнастика се дават от сертифицирани преподаватели. Смята се обаче, че гимнастиката на Ниши е по-щадяща.

### Оперативно лечение
Хирургическата операция е последен вариант за лечението на пациенти, чиито симптоми не отминават или се засилват въпреки проведеното консервативно лечение. Бива два вида:
- Минимално инвазивна (озонова нуклеолиза, перкутанна нуклеотомия, ендоскопска дискектомиа, адхезиолиза и др.) – извършва се инжекционно или с малки (до 1,5 cm) разрези на кожата. За осигуряване на точност по време на операцията инструментите се насочват най-често под рентгенов контрол или при ендоскопските методи – с директно наблюдение на гръбначно-мозъчния канал. Времетраенето е кратко, възстановяването бързо, а рискът минимален.
- Класическа отворена хирургия (микродискетомия) – крайната мярка за лечение на страданието, причинено от дискова херния.[1]

Операциите могат да са спешни (в рамките на 12 часа или 72 часа) или планови.
- Спешна операция е редно да се извърши при остро настъпил кауда синдром (парализа на краката, изтръпване в областта на слабините и/или изпускане по малка или голяма нужда). В тези случаи най-добрите резултати се постигат, ако операцията се направи в рамките на 12 часа от настъпването на симптомите.[5]
- Спешна операция е редно да се извърши при настъпване на остра пареза (загуба на сила в определена мускулна група). В този случай е препоръчително операцията да се направи в рамките на 72 часа от настъпването на симптомите.[5]
- Планова операция е препоръчителна, ако е налице хронична мускулна слабост (> 72 часа) или болка неповиляваща се от консервативното лечение в рамките на поне 6 – 8 седмици.[5]